# Bristol Tourer
El Bristol Tourer fue un biplano civil utilitario británico producido en los años posteriores a la Primera Guerra Mundial, utilizando lo más posible el diseño del avión Bristol Fighter.

## Diseño y desarrollo
Los Bristol Tourer se entregaron con una variedad de motores, sujeto a la disponibilidad y deseos del cliente; estos incluían los Rolls-Royce Falcon, Siddeley Puma, Hispano-Suiza 8 y Wolseley Viper. Muchos Tourer estaban equipados con un dosel que cubría uno o dos asientos de pasajeros en la cabina trasera, lo que le dio al modelo su nombre original de Coupé. La cabina del piloto, sin embargo, permaneció abierta.

## Historia operacional
Los Bristol Tourer operados por Western Australian Airways realizaron los primeros servicios aéreos programados en Australia, comenzando el 4 de diciembre de 1921 entre Perth y Geraldton.

## Variantes
Type 27
Primeros Tourer para el Controlador de Aviación Civil británico, equipados con motores Rolls-Royce Falcon y controles duales, 3 construidos.
Type 28 Coupé
Similar al Type 27 con capota para el asiento trasero.
Type  29
Versión con motor Siddeley Puma para Bristol como transporte de empresa, 2 construidos.
Type 45 "Scandinavian Tourer"
Similar al Type 29 con tren de aterrizaje de esquíes.
Type 47
Versión de tres plazas con cabina trasera abierta.
Type 48
Similar al Type 47, pero construido como hidroavión.
Type 81 "Puma Trainer"
Similar al Type 29, modificado como entrenador, 1 convertido, 4 de nueva construcción.
Type 81A
Similar al Type 81 con tren de aterrizaje y empenaje revisados para el Ejército griego, 6 construidos.
Type 86 "Greek Tourer"
Similar al Bristol Fighter original y capaz de ser armado para la Fuerza Aérea Griega, 6 construidos.
Type 86A
Versión de tres plazas del Type 86.
Type 88 "Bulgarian Tourer"
Propulsados por Wolseley Viper para la Oficina de Correos de Bulgaria, se entregaron dos aviones en abril de 1924.
Type 88A "Improved Bulgarian Tourer"
Con diversas modificaciones, tres aviones entregados en 1926.

## Operadores
Australia
- Western Australian Airways

 Bulgaria
- Fuerza Aérea de Bulgaria
- Oficina de Correos de Bulgaria

 Chile
- Fuerza Aérea de Chile

 Grecia
- Fuerza Aérea Griega

## Especificaciones (Type 28)
Referencia datos: Barnes

### Características generales
- Tripulación: Uno (piloto)
- Capacidad: Un pasajero
- Longitud: 8 m (26,1 ft)
- Envergadura: 12 m (39,4 ft)
- Altura: 3,1 m (10,1 ft)
- Superficie alar: 37,8 m² (406,9 ft²)
- Peso vacío: 850 kg (1873,4 lb)
- Peso cargado: 1400 kg (3085,6 lb)
- Planta motriz: 1× motor lineal de 6 cilindros refrigerado por agua Siddeley Puma.
  - Potencia: 179 kW (247 HP; 243 CV)
- Hélices: Bipala de paso fijo

### Rendimiento
- Velocidad máxima operativa (Vno): 193 km/h (120 MPH; 104 kt)
- Alcance: 644 km (348 nmi; 400 mi)
- Techo de vuelo: 6095 m (19 997 ft)

## Aeronaves relacionadas

### Desarrollos relacionados
- Bristol F.2 Fighter

### Secuencias de designación
- Secuencia Numérica (interna de Bristol): ← 24 - 25 - 26 - 27 - 28 - 29 - 30 - 31 - 32 -- 42 - 43 - 44 - 45 - 46 - 47 - 48 - 52 - 53 - 55 -- 76 - 77 - 79 - 81 - 83 - 84 - 86 - 88 - 89 - 90 - 91 →